# Колтоновский, Андрей Павлович
Андре́й Па́влович Колто́новский (20 августа (1 сентября) 1862, село Великая Солтановка Васильковского уезда Киевской губернии — после 1934) — русский поэт.
Сын сельского священника. Учился в Духовной семинарии. Муж литературного критика Елены Колтоновской.
С 1894 года помещал оригинальные и переводные стихотворения в «Русском Богатстве», «Вестнике Европы», «Мире Божьем», «Журнале для всех» и др. Они вышли отдельным изданием «Стихотворения» (СПб., 1901).
Переводил стихи Марии Конопницкой, Адама Мицкевича, Шевченко.
Работал секретарём редакции «Вестника Европы», библиотекарем Публичной библиотеки. В 1930-е жил на Украине